# The Curse of Bridge Hollow
The Curse of Bridge Hollow es una película de comedia de terror sobrenatural estadounidense de 2022 dirigida por Jeff Wadlow a partir de un guion de Todd Berger y Robert Rugan. Protagonizada por Marlon Wayans, Priah Ferguson, Kelly Rowland, John Michael Higgins, Lauren Lapkus, Rob Riggle y Nia Vardalos, Netflix estrenó la película el 14 de octubre de 2022.

## Reparto
- Marlon Wayans como Howard Gordon
- Priah Ferguson como Sydney Gordon
- Kelly Rowland como Emily Gordon
- John Michael Higgins como director Floyd
- Lauren Lapkus como la alcaldesa Tammy Rice
- Rob Riggle como Sully
- Nia Vardalos como Señora Hawthorne
- Abi Monterey como Ramona
- Holly J. Barrett como Jamie
- Myles Vincent Perez como Mario
- Helen Slayton-Hughes como Victoria

## Estreno
La película fue estrenada por Netflix el 14 de octubre de 2022.